# The Handsome Family
The Handsome Family — музичний дует-подружжя Бретта і Ренні Спаркс, заснований у 1993 році в Чикаго, Іллінойс. Зараз гурт базується в Альбукерке, Нью-Мексико. Сім'я творить у жанрах американа і альтернативне кантрі. Стали широко відомі за межами США після виходу 1 сезону серіалу «Справжній детектив» каналу HBO, в якому їхня пісня «Far From Any Road [Архівовано 3 травня 2019 у Wayback Machine.]» стала головною музичною темою.

## Альбоми
- Odessa (1994) Carrot Top Records / Scout Releases
- Milk and Scissors (1996) Carrot Top Records / Scout Releases
- Invisible Hands (1997) Carrot Top Records / Scout Releases (Vinyl only EP release)
- Through the Trees (1998) Carrot Top Records / Loose Music
- In the Air (2000) Carrot Top Records / Loose Music
- Twilight (2001) Carrot Top Records / Loose Music
- Singing Bones (2003) Carrot Top Records / Loose Music
- Last Days of Wonder (2006) Carrot Top Records / Loose Music
- Honey Moon (2009) Carrot Top Records / Loose Music
- Wilderness (2013) Carrot Top Records / Loose Music